# Parti socialiste calédonien
Pour les articles homonymes, voir PSC.
Pour les autres articles nationaux ou selon les autres juridictions, voir Parti socialiste.
Le Parti socialiste calédonien (PSC) est un ancien parti politique de Nouvelle-Calédonie formé en 1976 par la réunion d'hommes politiques locaux ouvriéristes et autonomistes (Alain Bernut, Claude Fournier), de syndicalistes (Guy Mennesson), d'anciens participants néo-calédoniens du mouvement étudiant de mai 68 (Jean-Paul Caillard, Max Chivot) et des Métropolitains installés depuis peu sur le Territoire et activistes de gauche ou d'extrême gauche (Jacques Violette). Membre du Front indépendantiste à partir de 1979, puis du Front de libération nationale kanak et socialiste (FLNKS) à partir de 1984, elle se divise l'année suivante en Parti socialiste de Kanaky (PSK) et en Parti kanak socialiste (PKS).

## L'héritage des premiers mouvements ouvriéristes
La création du Parti socialiste calédonien en 1976 est l'aboutissement du développement en Nouvelle-Calédonie de mouvements de gauche, quand jusqu'alors la classe politique locale était dominée par des forces centristes autonomistes (l'Union calédonienne est, jusqu'en 1977, plutôt proche des démocrates-chrétiens métropolitains, du MRP au CDS) et de droite non-autonomiste (les gaullistes de Georges Chatenay et les Républicains Indépendants du sénateur Henri Lafleur). Cela se fait dans le contexte du « boom du nickel » des années 1960 et 1970 qui voit l'industrie locale se développer et donc, dans le même temps, les premières grandes centrales syndicales locales se former. C'est le cas tout particulièrement de l'Union des syndicats des ouvriers et employés de Nouvelle-Calédonie (USOENC) en 1968 par fusion des syndicats des mineurs, des ouvriers de la métallurgie, des dockers et de la manutention portuaire.   
En 1967, pour la première fois depuis la territorialisation une liste se présentant comme la représentante des ouvriers, des salariés et petits commerçants néo-calédoniens, « Calédonie nouvelle », obtient deux sièges (pour Alain Bernut et Gérald Rousseau) à l'Assemblée territoriale dans la circonscription Sud. Elle devient immédiatement un parti politique baptisé Mouvement populaire calédonien (MPC). Sa principale figure est Alain Bernut (né en 1938), jeune journaliste et pamphlétaire qui a fondé en 1964 l'hebdomadaire illustré Le Journal Calédonien puis plus tard le polémique La Voix du Cagou (qui se veut l'équivalent local du Canard enchaîné). Il adopte parfois un ton populiste et, s'il le critique régulièrement, il s'allie généralement lors des votes à l'Assemblée territoriale avec l'UC qui est à l'époque le parti majoritaire. Le MPC obtient de nouveau deux élus (Alain Bernut et Claude Fournier) dans la circonscription Sud aux élections territoriales de 1972.             

## Les premiers pas du PSC avant la scission (1976-1979)
En 1976, Alain Bernut décide de constituer un véritable pôle de gauche et crée le Parti socialiste calédonien. Outre le MPC, il réunit : 
- des syndicalistes :
  - Guy Mennesson (né en 1936), alors dirigeant syndical des dockers et plus tard secrétaire général de l'USOENC de 1978 à 1992.
  - Charles Théveniot, salarié de la SLN, engagé successivement aux syndicats Autonome, SOENC puis USOENC.
- des anciens participants à mai 68 qui ont animé le « groupe Awa » au sein de l'Union multiraciale (dissidence de l'UC, plus radicale et plus à gauche que cette dernière) puis ont fondé en 1973 l'Union de la jeunesse calédonienne (UJC), pendants européens des « Foulards rouges » de Nidoïsh Naisseline et déjà partisans de l'indépendance, ils sont marxistes-léninistes voire clairement trotskistes : 
  - Max Chivot (né en 1946), étudiant en France métropolitaine de 1964 à 1971, cofondateur de l'Association des Jeunes calédoniens à Paris (AJCP) puis de l'UJC.
  - Jean-Paul Caillard (né en 1941), médecin diplômé en 1971, ancien président de l'Association des étudiants de Nouvelle-Calédonie et des Nouvelles-Hébrides (AECH), cofondateur de l'AJCP puis de l'UJC.
- des métropolitains souvent proches des idées d'extrême gauche : 
  - Jacques Violette (né en 1934), arrivé en Nouvelle-Calédonie en 1969, proche de la LCR et membre de la Ligue des droits de l'Homme.
- des mélanésiens aux idées de gauche généralement plus modérées que celles des autres membres du parti :
  - Yvonne Hnada

Le programme du PSC, qui reste officiellement autonomiste même si une partie de ses membres sont clairement indépendantistes (Jacques Violette, Max Chivot, Jean-Paul Caillard), demande surtout la territorialisation des principaux moyens de production (et surtout ceux de la mine), il défend ainsi non seulement l'abrogation des lois Billotte qui les ont placés sous la compétence directe de l'État mais de plus leur passage dans le secteur public territorial, la création d'un Office territorial d'importation afin de réguler cette dernière ainsi qu'une réforme agraire allant dans le sens d'une meilleure répartition des terres, notamment en faveur des Kanaks. Aux élections territoriales de 1977, sa liste dans le Sud (seul endroit où il s'est présenté) obtient le deuxième meilleur score de cette circonscription après le Rassemblement pour la Calédonie (RPC, fondé sur un principe d'opposition à l'indépendance et réunissant des personnalités du centre et de la droite) de Jacques Lafleur mais devant l'UC. Le parti a ainsi gagné 3 des 35 sièges à l'Assemblée territoriale (Alain Bernut, Claude Fournier et Jacques Violette). Aux législatives de mars 1978, le PSC présente Guy Mennesson (avec Max Chivot comme suppléant) dans la nouvelle 2e circonscription (dite circonscription Ouest) contre Jacques Lafleur et l'UC François Burck. Lafleur est élu dès le 1er tour. Le 14 novembre 1978, à l'occasion du renouvellement du Conseil de gouvernement (dont la constitution se fait au scrutin de liste à la proportionnelle de la constitution de l'Assemblée territoriale), le PSC fait élire Max Chivot grâce aux voix des deux élus indépendantistes du Parti de libération kanake (Palika).

## Un parti indépendantiste (1979-1985)
C'est à cette époque que le PSC porte à sa tête Jacques Violette et Charles Théveniot et prend finalement position pour l'indépendance. Il participe même à la création le 4 juin 1979 du Front indépendantiste (FI), alliance électorale passée avec l'UC (qui elle-même est devenue indépendantiste depuis 1977) de Jean-Marie Tjibaou, le Palika de Nidoïsh Naisseline, le Front uni de libération kanake (FULK) de Yann Céléné Uregeï et l'Union progressiste en Mélanésie (UPM) d'André Gopea. Conséquence de ce nouveau choix idéologique, les membres du PSC autonomistes mais restés opposés à l'indépendance, dont surtout Alain Bernut et Claude Fournier. Le premier crée le Mouvement socialiste calédonien (MSC) et se rapproche de Jacques Lafleur et de son Rassemblement pour la Calédonie dans la République (RPCR, nouveau nom depuis 1978 du RPC), soutenant notamment ses listes aux élections territoriales de 1979, tandis que le second fonde la Fédération socialiste calédonienne (FSC) qui présente deux listes (dans les circonscriptions Sud et Ouest) et obtient 2,69 % pour aucun siège à l'Assemblée territoriale. La PSC pour sa part ne conserve qu'un seul élu grâce à la liste FI de Gabriel Païta dans l'Ouest, à savoir son secrétaire général Jacques Violette.      
Après l'élection de François Mitterrand à la présidence de la République de 1981, certains membres du PSC, tout particulièrement les anciens de l'UJC Max Chivot et Jean-Paul Caillard, souhaitent bénéficier de cet évènement pour fédérer tous les soutiens du nouveau chef de l'État au sein d'un nouveau parti socialiste. La direction du PSC toutefois, qui reste beaucoup plus à gauche que le PS métropolitain, décide de soutenir les candidats communs du FI aux élections législatives de la même année, tous deux issus de l'UC (le député sortant Rock Pidjot dans la 1re et François Burck dans la 2e), contre Max Chivot qui se présente comme candidat socialiste dans la deuxième circonscription.  
Le 15 juin 1982, un renversement d'alliance à l'Assemblée territoriale fait perdre la majorité au RPCR. En effet, l'ancien allié de ce dernier, la centriste Fédération pour une nouvelle société calédonienne (FNSC) du maire autonomiste de Bourail Jean-Pierre Aïfa et du sénateur giscardien Lionel Cherrier décide de former une nouvelle coalition avec le Front indépendantiste, formant une liste commune « pour un Gouvernement de Réformes et de Développement » qui constitue le nouveau Conseil de gouvernement. En son sein, le PSC dispose d'une membre : Yvonne Hnada, une des quelques Kanaks du parti et ancienne infirmière, qui prend en charge les Affaires sociales.
Les 22, 23 et 24 septembre 1984, le dernier Congrès du FI décide la dissolution de ce dernier et son remplacement par le Front de libération nationale kanak et socialiste (FLNKS). Le PSC constitue ainsi l'un des « groupes de pression » de ce dernier et Jacques Violette devient membre du bureau du Front. Il participe ainsi à la nouvelle stratégie de boycott des institutions et d'obtention de l'indépendance par la lutte décidée par Jean-Marie Tjibaou. En août 1985, il se scinde en deux mouvements qui restent membres du FLNKS, en fonction de considérations communautaires : les Européens fondent le Parti socialiste de Kanaky (PSK), toujours dirigé par Jacques Violette ainsi que par Norbert Caffa ; les Kanaks se regroupent dans le Parti kanak socialiste (PKS) de l'ancienne membre du Conseil de gouvernement Yvonne Hnada.